# ليسي أوترما
ليسي أوترما (Liisi Oterma؛ 1915 - 4 أبريل 2001) عالمة فلك فنلندية، وأول امرأة تحصل على شهادة الدكتوراة في علم الفلك في فنلندا. اكتشفت أو شاركت في اكتشاف بعض المذنبات، بما في ذلك المذنبات الدورية 38P/Stephan-Oterma و39P/Oterma، وبعض الكويكبات الأخرى.
وسمي الكويكب 1529 Oterma على شرفها.